# Legea Boyle-Mariotte
Legea Boyle-Mariotte sau legea transformării izotermice, este una din principalele legi ale gazelor și a fost enunțată de Robert Boyle în anul 1662 și de către Edme Mariotte în anul 1676.

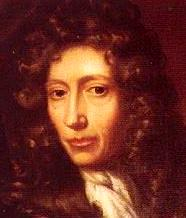
Robert Boyle (1627-1691)

{\displaystyle pV\,=\,constant}
unde p este presiunea în scară absolută, iar V este volumul masei de gaz. 
Atunci când variază temperatura gazului o dată cu modificarea presiunii, legea capătă o formă mai generală, numită ecuația de stare pentru un gaz ideal:
{\displaystyle pV=nRT}
unde:
- p este presiunea în scară absolută (N/m2),
- n este nr de moli,
- T este temperatura absolută a acestuia (K),
- R reprezintă constanta gazului respectiv (J/mol K).

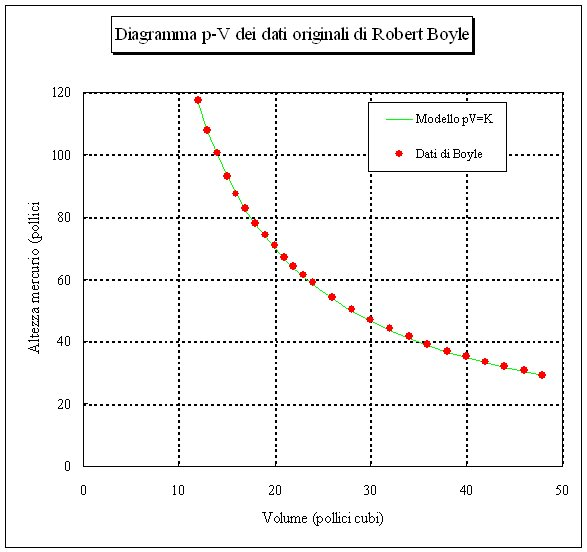
Grafic cu datele originale ale experimentului lui Boyle

În tabelul următor se poate vedea modificarea volumului unui gaz funcție de presiune.
| Adâncimea       | Presiunea (sc. abs.) | Volumul gazului ( l ) |
| --------------- | -------------------- | --------------------- |
| Suprafață (0 m) | 1 bar                | V = 2000 l            |
| 10 m            | 2 bar                | V/2 = 1000 l          |
| 30 m            | 4 bar                | V/4 = 500 l           |
| 70 m            | 8 bar                | V/8 = 250 l           |

În cazul în care temperatura este constantă (T = constant), rezultă {\displaystyle {\frac {p}{\rho }}\,=\,constant}, ceea ce arată creșterea densității gazului la creșterea presiunii.
Astfel, dacă densitatea gazului respirat este de 1,2 kg/m³ la suprafața apei (p = 1 bar, sc. abs.), la 40 m adâncime, (p = 5 bar, sc. abs.) densitatea aerului respirat va fi de 6 kg/m³.